# Rammenau
Rammenau (Lusaziano: Ramnow) è un comune tedesco del circondario di Bautzen, in Sassonia.

## Storia
Il popolo di Rammenau viene annoverato per la prima volta nel 1213. Oggi il paese è formato da quattro quartieri: Oberammenau (Rammenau Alta), Niederdorf (Rammenau Bassa), Röderbrunn y Schaudorf. Tra i richiami turistici della città spicca il palazzo barocco. 
Rammenau è inoltre nota per aver dato i natali a Johann Gottlieb Fichte nel 1762, uno dei filosofi di maggior rilievo dell'idealismo tedesco.